# Sainte-Sévère-sur-Indre

Sainte-Sévère-sur-Indre este o comună în departamentul Indre, Franța. În 1 ianuarie 2022 avea o populație de 775 de locuitori.